# افیون

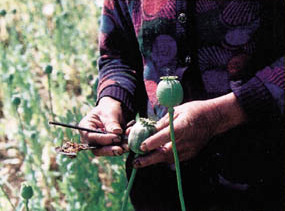
برداشت خشخاش

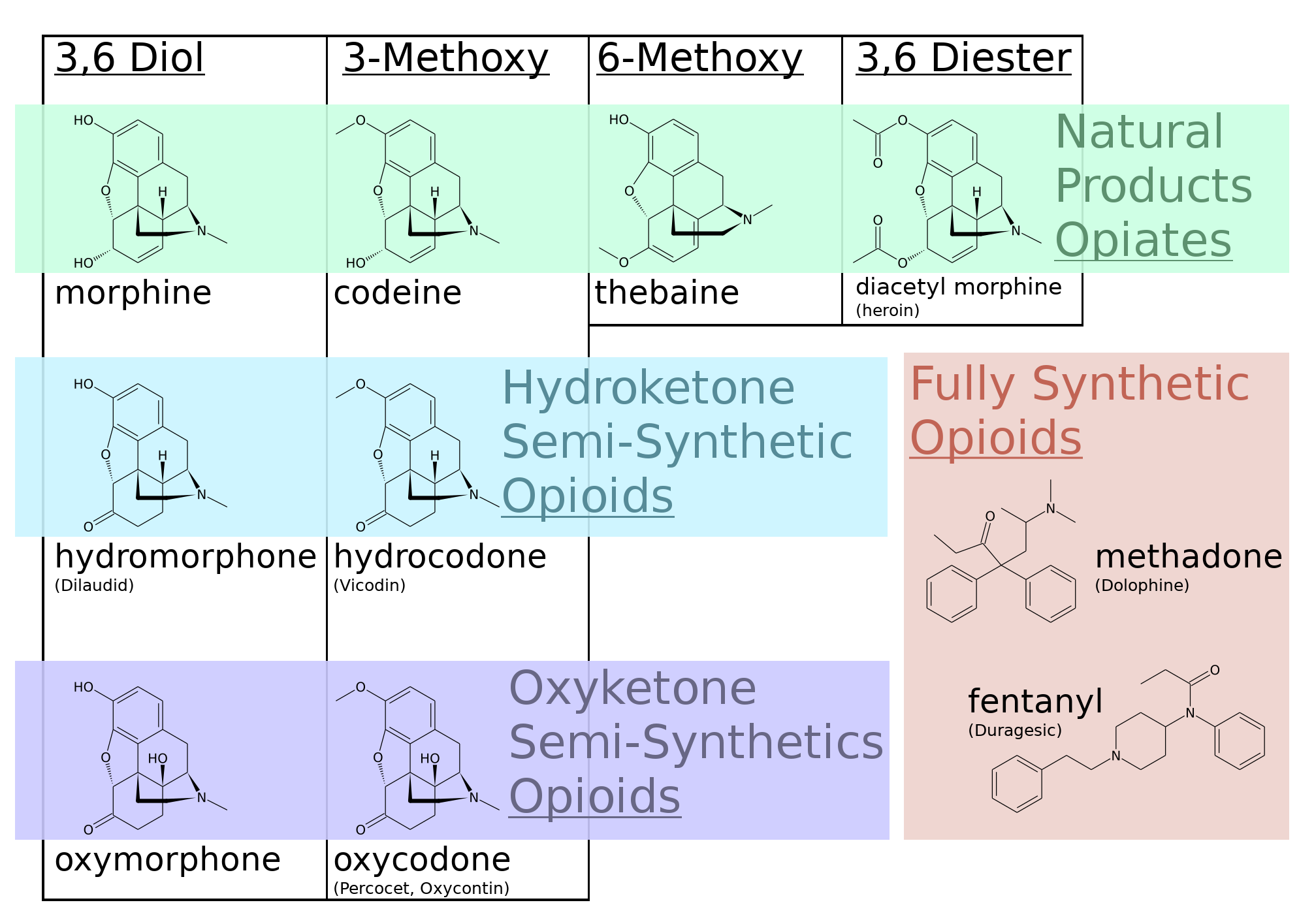
نموداری از ساختار شیمیایی مواد افیونی مصنوعی و طبیعی

افیون (به انگلیسی: Opiate) به هرگونه ماده‌ای گفته می‌شود که از تریاک به دست می‌آید. امروزه برای تعیین تمام مواد طبیعی و مصنوعی که به گیرنده‌های مواد افیونی در مغز متصل می‌شوند، از اصطلاح مواد افیونی استفاده می‌شود. مواد افیونی ترکیبات آلکالوئیدی هستند که به‌طور طبیعی در گیاه خشخاش یافت می‌شوند. ترکیبات روان‌گردان موجود در گیاه تریاک عبارتند از مورفین، کدئین و تبائین. مواد افیونی از دیرباز برای انواع شرایط پزشکی مانند تسکین درد مورد استفاده قرار می‌گرفته‌است. مواد افیونی داروهایی با پتانسیل سوء مصرف متوسط تا زیاد در نظر گرفته می‌شوند و در «برنامه‌های کنترل مواد» مختلف تحت قانون مواد کنترل‌شده یکنواخت ایالات متحده آمریکا فهرست شده‌اند.